# Стів Фіннан
Стів Фіннан (англ. Steve Finnan, нар. 24 квітня 1976, Лімерик) — ірландський футболіст, захисник.

## Клубна кар'єра
Народився 24 квітня 1976 року в місті Лімерик. Вихованець футбольної школи клубу «Веллінг Юнайтед».
У дорослому футболі дебютував 1995 року виступами за команду клубу «Бірмінгем Сіті», в якій провів один сезон, узявши участь у 15 матчах чемпіонату. 
Упродовж 1996—1998 років захищав кольори команди клубу «Ноттс Каунті».
Своєю грою за останню команду привернув увагу представників тренерського штабу клубу «Фулгем», до складу якого приєднався 1998 року. Відіграв за лондонський клуб наступні п'ять сезонів своєї ігрової кар'єри. Більшість часу, проведеного у складі «Фулгема», був гравцем захисту основного складу команди. За цей час виборов титул володаря Кубка Інтертото.
2003 року уклав контракт з клубом «Ліверпуль», в якому провів наступні п'ять років своєї кар'єри гравця. Граючи в «Ліверпулі», також здебільшого виходив на поле в основному складі команди. За цей час додав до переліку своїх трофеїв титул володаря Кубка Англії, ставав володарем Суперкубка Англії з футболу, переможцем Ліги чемпіонів УЄФА, володарем Суперкубка УЄФА.
Упродовж 2008—2009 років захищав кольори команди клубу «Еспаньйол».
Завершив професійну ігрову кар'єру в клубі «Портсмут», за команду якого виступав упродовж 2009—2010 років.

## Виступи за збірну
2000 року дебютував в офіційних матчах у складі національної збірної Ірландії. Упродовж кар'єри в національній команді, яка тривала 9 років, провів у формі головної команди країни 52 матчі, забивши 2 голи.
У складі збірної був учасником чемпіонату світу 2002 року в Японії і Південній Кореї.

## Статистика виступів

### Статистика клубних виступів
| Клуб              | Сезон            | Чемпіонат | Чемпіонат | Кубок Англії з футболу | Кубок Англії з футболу | Кубок ліги | Кубок ліги | Єврокубки | Єврокубки | Інші | Інші  | Усього | Усього |
| Клуб              | Сезон            | Ігор      | Голів     | Ігор                   | Голів                  | Ігор       | Голів      | Ігор      | Голів     | Ігор | Голів | Ігор   | Голів  |
| ----------------- | ---------------- | --------- | --------- | ---------------------- | ---------------------- | ---------- | ---------- | --------- | --------- | ---- | ----- | ------ | ------ |
| «Ліверпуль»       | 2006–07          | 12        | 0         | 0                      | 0                      | 0          | 0          | 6         | 0         | 1    | 0     | 17     | 0      |
| «Ліверпуль»       | 2005–06          | 33        | 0         | 6                      | 0                      | 0          | 0          | 12        | 0         | 1    | 0     | 52     | 0      |
| «Ліверпуль»       | 2004–05          | 33        | 1         | 0                      | 0                      | 5          | 0          | 14        | 0         | 0    | 0     | 52     | 1      |
| «Ліверпуль»       | 2003–04          | 22        | 0         | 3                      | 0                      | 0          | 0          | 6         | 0         | 0    | 0     | 31     | 0      |
| «Фулхем»          | 2002–03          | 32        | 0         | 3                      | 0                      | 1          | 0          | 5         | 0         | 0    | 0     | 41     | 0      |
| «Фулхем»          | 2001–02          | 38        | 0         | 6                      | 0                      | 3          | 0          | 0         | 0         | 0    | 0     | 47     | 0      |
| «Фулхем»          | 2000–01          | 45        | 2         | 1                      | 0                      | 2          | 0          | 0         | 0         | 0    | 0     | 48     | 2      |
| «Фулхем»          | 1999–00          | 35        | 3         | 4                      | 1                      | 6          | 0          | 0         | 0         | 0    | 0     | 45     | 4      |
| «Фулхем»          | 1998–99          | 22        | 2         | 4                      | 0                      | 0          | 0          | 0         | 0         | 1    | 0     | 27     | 2      |
| «Ноттс Каунті»    | 1998–99          | 13        | 0         | 0                      | 0                      | 0          | 0          | 0         | 0         | 0    | 0     | 13     | 0      |
| «Ноттс Каунті»    | 1997–98          | 44        | 5         | 3                      | 1                      | 4          | 0          | 0         | 0         | 0    | 0     | 51     | 6      |
| «Ноттс Каунті»    | 1996–97          | 23        | 0         | 3                      | 0                      | 0          | 0          | 0         | 0         | 0    | 0     | 26     | 0      |
| «Бірмінгем Сіті»  | 1996–97          | 3         | 0         | 0                      | 0                      | 0          | 0          | 0         | 0         | 0    | 0     | 3      | 0      |
| «Ноттс Каунті»    | 1995–96          | 17        | 2         | 0                      | 0                      | 0          | 0          | 0         | 0         | 3    | 1     | 20     | 3      |
| «Бірмінгем Сіті»  | 1995–96          | 12        | 1         | 0                      | 0                      | 4          | 0          | 0         | 0         | 3    | 0     | 19     | 1      |
| «Веллінг Юнайтед» | 1994–95          | 19        | 1         | 0                      | 0                      | 0          | 0          | 0         | 0         | 0    | 0     | 19     | 1      |
| «Веллінг Юнайтед» | 1993–94          | 22        | 0         | 0                      | 0                      | 0          | 0          | 0         | 0         | 0    | 0     | 22     | 0      |
| Разом за кар'єру  | Разом за кар'єру | 415       | 17        | 33                     | 2                      | 25         | 0          | 39        | 0         | 9    | 1     | 521    | 20     |

## Титули і досягнення
- Володар Кубка Англії (1):

«Ліверпуль»:  2005–06
- Володар Суперкубка Англії з футболу (1):

«Ліверпуль»:  2006
- Володар Кубка Інтертото (1):

«Фулхем»:  2002
- Переможець Ліги чемпіонів УЄФА (1):

«Ліверпуль»:  2004–05
- Володар Суперкубка УЄФА (1):

«Ліверпуль»:  2005